# Kánó
Kánó là một thị trấn thuộc hạt Borsod-Abaúj-Zemplén, Hungary. Thị trấn này có diện tích 13,77 km², dân số năm 2010 là 166 người, mật độ 12 người/km².